# 杭宣古道
杭宣古道是旧时宣州至杭州间的一条古驿道，始建于唐代，为旧时临安至建康道路的一部分。现存途径独松关，北起安吉县昌硕街道双溪口关上村，南至杭州市余杭区百丈镇独松村的1500米古道，由卵石铺成，包括宝昌桥在内的4座古桥，现仍为村间小道。2006年5月25日，该段与独松关一道被列入第六批全国重点文物保护单位。